# Código Orgánico General de Procesos
El Código Orgánico General de Procesos, conocido por su abreviatura COGEP, es el cuerpo legal ecuatoriano que regula el procedimiento en los procesos judiciales entre partes que corresponden a los juzgados, salas y tribunales de justicia de Ecuador. Por su naturaleza, se exceptúan de esta regulación los procesos correspondientes al ámbito constitucional, electoral y penal.
Fue aprobado el 26 de abril del 2015 por la Asamblea General, y fue remitido al ejecutivo para su sanción u objeción. Tres días después, el 29 de mayo se conoció la objeción parcial de presidente de la República sobre el texto aprobado inicialmente por el órgano legislativo. La Asamblea se pronunció sobre las objeciones hechas por el ejecutivo el 12 de mayo y finalmente fue publicado en el Registro Oficial el 22 de mayo.
Este código reemplazó al Código de Procedimiento Civil, reformando el proceso escrito por uno oral, lo que reduce los tiempos de demora de los juicios civiles.

## Antecedentes

### Código de Enjuiciamientos en Materia Civil
Tras la creación del Estado del Ecuador, al separarse de la Gran Colombia en 1830, no existía una legislación rígida sobre Derecho procesal. Con el gobierno de Vicente Rocafuerte en 1835 se impulsaron las primeras normas que trataban sobre el denominado  «enjuiciamiento civil». Un cuerpo legal reunió varias de estas disposiciones en 1846, el mismo que fue reformado en 1854.
El primer código procesal ecuatoriano fue expedido con el nombre de Código de Enjuiciamientos en Materia Civil en 1869 por una asamblea constituyente que redactó la octava constitución del país (denominada como la «Carta Negra»). El código de 1869 estaba conformado de dos secciones: «De la jurisdicción civil, de las personas que la ejercen y de los que intervienen en los juicios» y «Los juicios».
En 1879, diez años después, se dicta un nuevo Código de Enjuiciamientos en Materia Civil, elaborado por la Corte Suprema de Justicia, órgano que  se inspiró en los códigos procesales de España y Perú. En 1890, un nuevo código procesal dividió por primera vez las normas que regulaban el procedimiento civil con las de la organización judicial, al dictarse la Ley Orgánica del Poder Judicial.

### Código de Procedimiento Civil
En 1938, bajo la administración del general Alberto Enríquez Gallo —en calidad de jefe supremo del país—, se expidió un nuevo cuerpo legal que utilizó por primera vez la denominación «Código de Procedimiento Civil». Este código fue reformado mediante decreto 1139, publicado en el Registro Oficial n.º 623 del 1 de julio de 1946; y, en los años siguientes, se le efectuaron reformas menores, hasta la recopilación de la Comisión Legislativa publicada en Suplemento del Registro Oficial n.º 1202 del 20 de agosto de 1980.
Entre las reformas más importantes que tuvo el código estuvieron: la posibilidad de firmar por representación, por resolución de la Corte Suprema de Justicia en 1967; y el establecimiento del abandono de las causas por el ministerio de la ley, por decreto supremo de 1971.
La Constitución de 1998 ordenó mediante su vigésima séptima disposición transitoria la implementación del principio de oralidad en la sustanciación de los procesos, con lo cual, el Congreso Nacional reformó varias leyes y creó nuevos instrumentos normativos. Las modificaciones requeridas por la norma constitucional se efectuaron en varias materias, sin embargo, quedaron pendientes en el procedimiento civil.
La cuarta y última codificación del Código de Procedimiento Civil se promulgó el 12 de julio de 2005, la cual —con algunas reformas— estuvo vigente hasta el 2015, siendo derogada por el Código Orgánico General de Procesos.

## Procesos
El Código Orgánico General de Procesos establece dos tipos de procesos judiciales: los de conocimiento y los ejecutivos.
Los procedimientos de conocimiento son aquellos establecidos para resolver una controversia sometida por las partes de forma voluntaria al órgano jurisdiccional. Son procesos declarativos de derechos en las que el juzgador resuelve declarando a quien compete el derecho cuestionado o la cosa litigiosa. El COGEP recoge cinco tipos de procedimientos de conocimiento: el procedimiento ordinario, los procedimientos contencioso administrativo y contencioso tributario, el procedimiento sumario, y los procedimientos voluntarios.
Los procedimientos ejecutivos se configuran cuando la obligación jurídica determinada contenida en un título ejecutivo es exigible. Se tramita a instancia de quien ejerce la acción jurisdiccional de acceso a los juzgados y tribunales, solicitando la concreta acción ejecutiva consistente en la ejecución forzosa de obligaciones cuya existencia y exigibilidad se deducen de documentos que conceden, a su titular, la acción ejecutiva. El COGEP recoge dos tipos de procedimientos ejecutivos: el procedimiento ejecutivo propiamente dicho, y el procedimiento monitorio.